# Сергій Абрамов (теплохід)
«Сергій Абрамов» (рос. Сергей Абрамов) (до 1966 року — «Дружба», до 2004 року — «Капитан Рачков»— річковий круїзний трипалубний теплохід. 14 листопада 2011 року  спалахнув і затонув у Москві у Північному порту на глибині 4 метрів. 

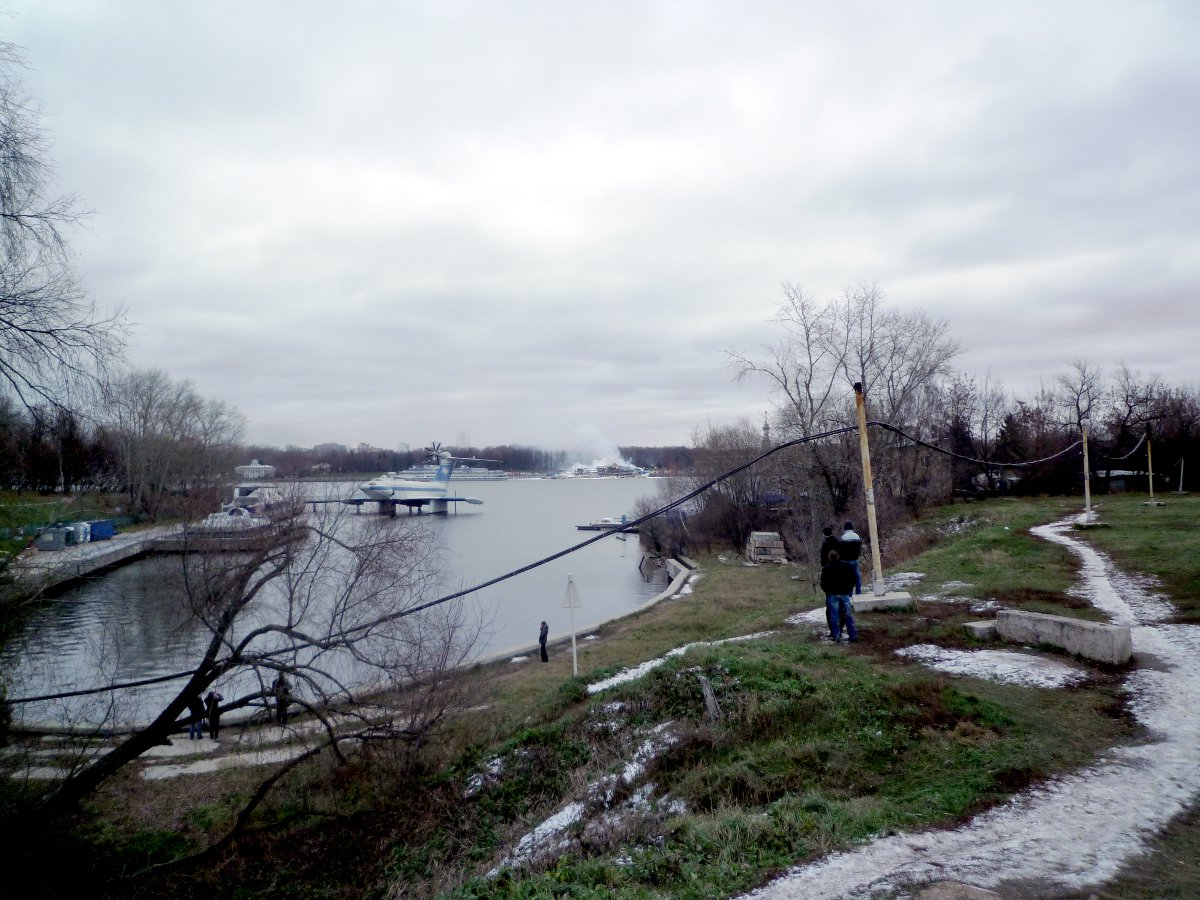
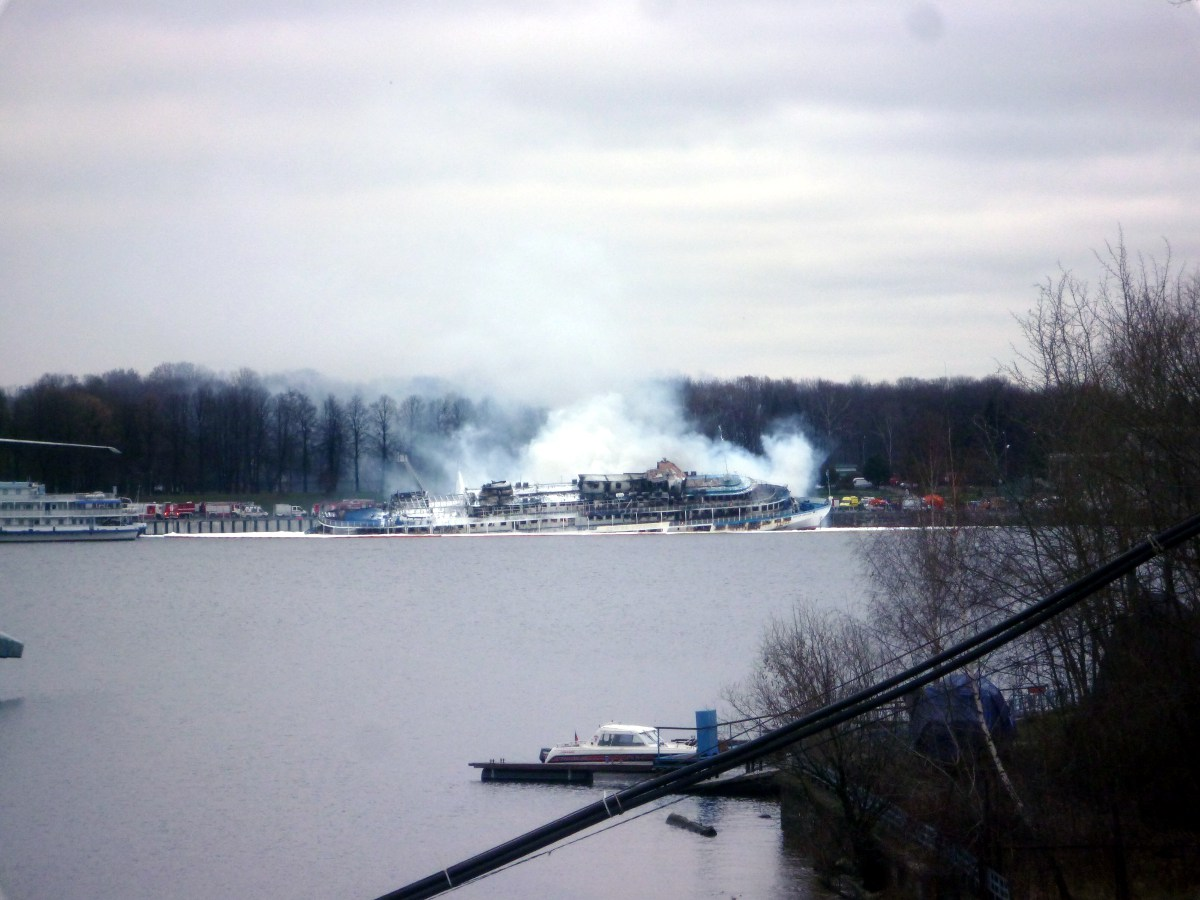
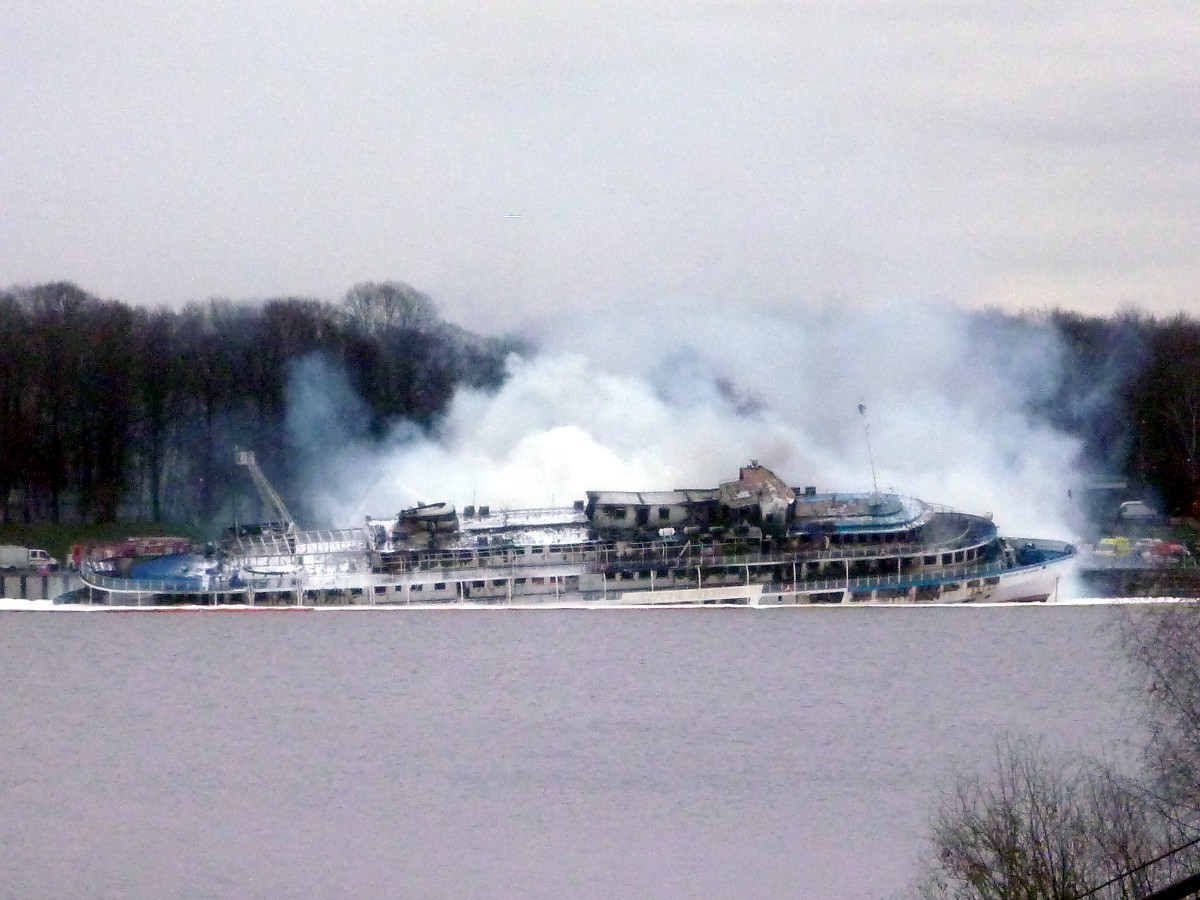
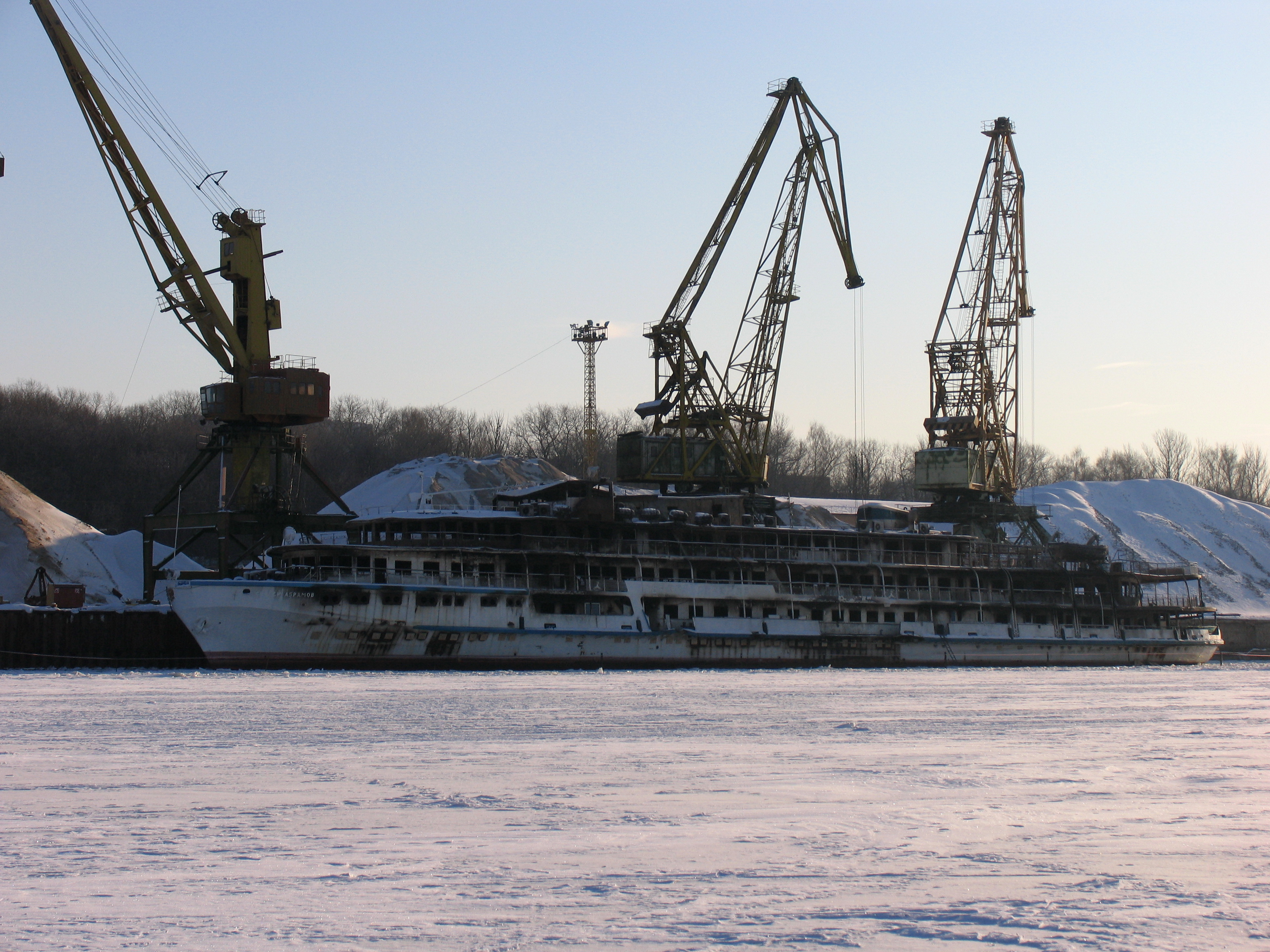